# Autisme i teconologia audiovisual

## Autisme
L'autisme és un trastorn generalitzat del desenvolupament (TGD) caracteritzat per problemes amb la interacció social i la comunicació, i per interessos limitats i conductes repetitives. L'autisme és causat per una combinació de factors genètics i ambientals. Els factors de risc inclouen certes infeccions durant l'embaràs com la rubèola, així com el consum d'àcid valproic, alcohol o cocaïna durant l'embaràs. S'han rebutjat les controvèrsies sobre l'autisme, envolten, altres causes ambientals proposades, com per exemple les hipòtesis de la vaccina.

### Símptomes
Aquest trastorn afecta el processament de la informació al cervell, alterant com es connecten i organitzen les cèl·lules nervioses i les seves sinapsis, malgrat que això encara no es coneix del tot bé. Es comença a fer notable en els primers dos o tres anys de vida dels infants i els símptomes es desenvolupen de manera gradual, encara que alguns infants aconsegueixen les seves fites de desenvolupament a un ritme normal i després s'agreugen, per tant, els símptomes varien segons l'edat o el grau d'autisme. El trastorn afecta el comportament general de la persona que el pateix, els símptomes poden ser:
- Deficiències persistents en la comunicació i la interacció social.
- Deficiències en la reciprocitat socioemocional: fracàs en la conversa, iniciar interaccions socials, apropaments socials anormals, etc.
- Patrons restrictius i repetitius de comportament
- Insistència en la monotonia
- Interessos molt restrictius i anormals
- Hiperactivitat als estímuls sensorials

Pot ser que les persones amb TEA es comportin, comuniquin, interactuïn i aprenguin de manera diferent a la resta de persones, però quasi sempre no hi ha alteracions en la seva aparença que els distingeixin.
Les capacitats de les persones autistes canvien de manera significativa, per exemple, algunes poden tenir capacitat de mantenir converses avançades, però altres no poden expressar-se bé verbalment, algunes necessiten molta ajuda externa i altres són més independents.
A mesura que els nens amb TEA es converteixen en adolescents i joves adults, poden tenir dificultats per formar i mantenir amistats, per comunicar-se amb persones o per entendre conductes socioafectives. Poden arribar a desenvolupar ansietat, depressió o trastorn del dèficit d'atenció o hiperactivitat.

## Associació Autismo Burgos
Aquesta associació és una entitat sense ànim de lucre, que va ser creada l'any 1984 i promoguda per familiars de persones amb trastorns de l'espectre de l'autisme (TEA). El seu principal objectiu és millorar la qualitat de vida i promoure els drets d'aquestes persones i de les seves famílies en la província de Burgos. Aquesta associació proporciona a les persones autistes suport especialitzat durant la seva vida, genera i comparteix científic i promociona accions a favor del col·lectiu.
Va ser declarada Entitat d'Utilitat Pública l'any 1999. Està certificat en qualitat segons la NORMA ISO 9001 des del 2002 en tots els seus centres i serveis. Compta amb el Sello ONG Acreditada per la Fundació Lealtad.
Des dels seus orígens Autismo Burgos ha aportat per la formació i la innovació d'eines que els permetin complir els seus propòsits i poder-los fer realitat. Durant els anys a Burgos s'han realitzat Congressos Internacionals, Jornades de Divulgació, Accions formatives vinculades a Projectes Europeus, seminaris, etc.
En l'actualitat Autismo Burgos aten a 305 persones diagnosticades amb el trastorn. L'associació proposa molts serveis com ara formació, centres de dia, Servei d'Atenció a persones amb Autisme d'Alt Funcionament. A més a més, l'organització promou activitats lúdiques com ara servei d'oci, esport, temps lliure i un Servei de Valoració i Orientació Diagnòstica. Finalment, proporcionen habitatges socials per tal d'oferir més independència a les persones autistes.

## Projecte BBMiradas
El programa BBMiradas és un projecte que forma part de l'Estratègia Nacional per l'autisme, que va ser aprovada pel consell de ministres el dia 6 de novembre de 2015 i que té com a objectiu dues línies estratègiques orientades a la detenció o diagnòstic i a la intervenció especialitzada en diversos àmbits, com ara sanitat, cultura, educació, treball, etc. Aquest programa va ser presentat, l'abril de 2017, a l'associació Austimo Burgos, la qual juntament amb la Fundació Miradas i Autismo España han estat desenvolupant i investigant el trastorn autista. El programa és una prova pilot a Europa i s'ha convertit en un referent a Espanya i a Llatinoamèrica.

### Objectius
El programa és pioner a Europa per les seves aportacions en la detenció i tractament de l'autisme. Consisteix a aplicar el coneixement derivat d'investigacions més recents per implementar, a Burgos, un sistema de detecció de l'autisme en bebès mitjançant la tecnologia Eye-tracking (seguiment visual). L'objectiu principal és intervenir específicament com més aviat millor sobre l'autisme i així minimitzar l'impacte que aquest genera en el desenvolupament dels més petits, permeten així que es redueix el cost social, emocional i econòmic que l'atenció a les persones amb autisme suposa per les famílies i la societat. Per tant, el projecte vol identificar els primers símptomes o senyals d'un possible trastorn autista en nadons d'entre 4 i 46 mesos d'edat, utilitzant nous mètodes i sistemes tecnològics.
Aquest projecte pretén implantar una xarxa de dispositius que identifiquin tan aviat com es pugui els símptomes del TEA. Això facilitarà:
- Identificar senyals d'alerta en el desenvolupament sociocomunicatiu al més aviat possible mitjançant l'avaluació exhaustiva.

- Aplicar el coneixement existent sobre les tècniques de seguiment visual i l'anàlisi de l'atenció social per establir possibles senyals d'alerta de TEA.

- Establir una intervenció especialitzada i específica que prevegi i minimitzi l'impacte del TEA millorant la trajectòria vital de les persones amb autisme i la qualitat de vida de les seves famílies.

### Mètodes
Aquest projecte s'estructura mitjançant un seguit de proves que se li fan a persones, nadons en aquest cas, els quals presenten possibles signes del trastorn. El programa inclou bebès entre els 4 i 48 mesos d'edat, derivats dels serveis de pediatria perquè se'ls ha observat senyals d'alerta o presenten un major risc a judici clínic, i a través de les famílies vinculades a les associacions d'autisme amb familiars de primer, segon o tercer grau amb diagnòstic de TEA.
Paral·lelament, famílies voluntàries de grup control participen també en el programa per facilitar la comprensió de diferències en el desenvolupament que ajudin a millorar la detecció.

### Fases del programa
- Detecció precoç: un TEA no es pot diagnosticar de manera fàcil. Fa falta una sèrie de proves per poder detectar-lo en funció de les reaccions que tingui, en aquest cas, pel bebè. Per això, aquest projecte s'estructura en 11 consultes en les quals es realitzaran els mesuraments necessaris per al seguiment visual, així com exploracions neurològiques, entrevistes als pares i altres qüestionaris que permeten avaluar les diferents àrees del neuro-desenvolupament del bebè.

- Intervenció especialitzada: cada un dels trastorns autistes té les seves peculiaritats. És per això que s'ha de dur a terme un pla de desenvolupament individualitzat per cadascú i un dels pilars en què es recolza aquest sistema és la família. La unitat familiar és considerada com el millor estimulador en el procés del desenvolupament d'un bebè, per tant, el paper de la família per minimitzar l'impacte del trastorn en la seva vida és imprescindible.

Els bebès que participen se'ls hi fa un seguit de proves amb les quals són avaluats mitjançant diversos procediments que se sumen al protocol habitual de cada servei de pediatria:
- Proves psicomètriques tradicionals, les quals es relacionen amb la psicometria i permeten mesurar de manera fiable i comparable conceptes psicològics com el coneixement, habilitat, capacitats i personalitat. Aquestes proves són completades entre els pares i els professionals).

- Observació durant el joc lliure, per percebre qualsevol irregularitat en el comportament.

- Tècniques de seguiment visual i anàlisi de l'atenció social amb la tecnologia Eye-Tracking.

### Actualitat
Actualment, aquest programa s'ha estès a diverses províncies d'Espanya, com per exemple; Albacete, Badajoz, Burgos, Ceuta, Granada, Osca i Madrid. Aquest fet ha provocat que s'obrin més línies d'investigació sobre l'autisme, per tal de trobar respostes i millorar les condicions de vida dels diagnosticats.
L'any 2021, coincidint amb l'aniversari del projecte bb Miradas, es va exposar que s'havien realitzat 65 intervencions amb nens i 222 famílies, aconseguint diagnosticar 45 nous casos d'autisme.
El 25 de novembre de 2022, l'organització va decretar oficialment que havia augmentat la demanda d'usuaris que volien participar en el projecte. En el centre es treballa amb 18 nens de menys de tres anys i 34 d'entre tres i sis. A aquesta data, es va demostrar que havien passat per l'estudi 282 nens dels quals 100 van passar a intervenció en el centre i 70 han estat diagnosticats amb el trastorn de l'espectre autista. 

### Futur
L'organització té previst transferir el programa a onze províncies espanyoles en col·laboració amb la Confederación Autismo España, amb el suport del Ministeri de Drets Socials i Agenda 2030 i la Fundació Carrefour. Es traslladarà el mateix protocol de diagnòstic i per això s'està formant a professionals de les associacions d'autisme de les futures ciutats on s'implementarà el programa. Des de l'estiu de 2022 es preveu que el programa s'iniciï en cinc d'aquestes 11 províncies, ja que tindran els dispositius "eye-tracker" per començar a treballar.
Segòvia i Àvila són dues de les províncies de Castella i Lleó que han participat en aquesta formació, però no implementaran el programa en els pròxims mesos, tal com passa amb Granada, Osca i Ceuta. La Fundació Miradas espera, l'any 2023, llançar una convocatòria en el marc de les entitats Autismo España, per tal que més ciutats interessades puguin iniciar la formació i el procés de transferència del programa.
Es considera de vital importància desenvolupar el programa en altres zones del país perquè: "seria una forma de fer un diagnòstic precoç i millorar la seva vida i la seva comunicació", afirma Miriam Dorado, una mare de Burgos, la qual el seu fill participa en el programa des dels 14 mesos de vida.

### Responsables del projecte
- María Merino: directora tècnica
- Javier Arnaíz: responsable de comunicació i relacions públiques
- Virginia Hortigüela: tècnica d’implementació
- Fernando Terradillos: programador i analista
- Montes-Claros Hortigüela: neuropediatra
- Tatiana Martínez: terapeuta d’intervenció
- Conchi Remírez de Ganuza: tècnica de valoració i avaluació diagnòstica

## Tecnologia Eye-tracking
L'eye tracking, conegut com a seguiment ocular, és el procés d'enregistrar i analitzar els moviments oculars, és a dir el punt on fixem la mirada, de les persones per conèixer els elements que naturalment criden la seva atenció.
Aquests processos són portades a terme mitjançant un rastrejador ocular que enregistra la posició dels ulls i els moviments que fan. El mètode permet determinar el que els participants miren i assimilen mentre veuen, per exemple; els mitjans de comunicació en línia, observar els cursos del mouse, les interaccions amb els enllaços i controls i el llenguatge corporal. També s'escolta atentament les seves narracions i comentaris en veu alta. Amb la tecnologia eye- tracking és possible obtenir informació sobre els elements visuals que són percebuts pels usuaris, com ara gràfics, textos, contingut multimèdia, etc.
L'eye-tracking funciona mitjançant una llum infraroja pròxima invisible i càmeres d'alta definició per projectar la llum a l'ull i enregistrar la direcció cap a la qual es reflecteix a la còrnia de l'ull. Posteriorment, s'utilitzen algorismes avançats per calcular la posició de l'ull i determinar exactament on s'enfoca. Això fa possible mesurar i estudiar el comportament visual i els moviments oculars sensibles, ja que la posició de l'ull pot ser analitzada diverses vegades per segon. També es pot fer una gravació de l'escena que una persona està mirant i fent servir un programari de seguiment ocular és possible un mapa visual de com la persona ha vist els elements de l'escena.

### Avantatges
L'eye-tracking permet enregistrar i analitzar de forma detallada i objectiva el comportament visual. Com que seria pràcticament impossible demanar-li a algú que expliqués amb detall tot allò que ha vist amb exactitud i sobretot explicar en què ha posat més interès o fixació, l'eye-tracking permet explicar aquest fenomen.
Aquesta tecnologia presenta avantatges en:
- Comportament subconscient: permet als investigadors obtenir informació sobre els comportaments que duem a terme instintivament, sense cap mena de raonament darrere.

- Proporciona dades imparcials, objectives i quantificables: elimina la necessitat de recordar els detalls o afirmar on i què s'ha mirat amb més profunditat i evita que els participants dels estudis assumeixin detalls i informació incorrecta o subjectiva.

- Permet un comportament natural: els rastrejadors oculars són discrets i no ostenten a l'hora de dur a terme els estudis pertinents.

- Versatilitat i mobilitat: és una eina que pot ser utilitzada en quasi qualsevol entorn i context.

- Proporciona un alt nivell de detall: depenen del dispositiu i el software, els resultats poden oferir un nivell molt alt de granularitat per una anàlisi profund.

- Ofereix informació a temps real: amb la transmissió en viu es pot veure a temps real la mirada de la persona.

- Explicatiu: pot representar processos i accions que són difícils d'articular o declarar.

- Atorga una visualització gràfica: utilitza mapes de calor i gràfics que mostren els resultats de l'eye-tracking i permet visualitzar la interacció de les persones en el seu entorn i la seva resposta a diferents estímuls.

- Afegeix valor a altres dades biomètriques: l'eye-tracking pot millorar l'ús d'aquests dispositius al proporcionar informació addicional sobre el que condueix a les respostes fisiològiques.

### Aplicacions
- Investigació del mercat: obtenir informació detalla i imparcial sobre el comportament dels consumidors i els processos de presa de decisions.
- Experiència de l’usuari: estudiar la forma en que s'utilitzen les plataformes i els serveis, i la eficacia per complir els seus objectius.
- Investigació científica: estudiar el comportament visual per obtenir informació valuosa sobre el desenvolupament, els processos d’aprenentatge o les malalties cognitives. Generalment s'utilitza en estudis d’Alzheimer, Parkinson, Esquizofrenia, Autisme, Depressió, etc.
- Recursos humans: ofereix una imatge valiosa dels processos implementats en una organització, per identificar els riscos i millorar la productivitat.
- Publicitat online
- Disseny de pàgines web
- Disseny de software